# Municipio de Rietavas
El municipio de Rietavas (Rietavo savivaldybė) está en el oeste de Lituania, en el Condado de Telšiai. Cubre un área de 586 km² y albergaba una población de 10.462 personas en 2005. La capital es Rietavas.

## Localidades
Este distrito contiene:
- 1 ciudad - Rietavas
- 1 población - Tverai
- 104 pueblos

## Comunas (Seniūnijos)
En este distrito hay 5 comunas (entre paréntesis - centro administrativo)
- Daugėdų seniūnija (Daugėdai)
- Medingėnų seniūnija (Medingėnai)
- Rietavo seniūnija (Rietavas)
- Rietavo miesto seniūnija (Rietavas)
- Tverų seniūnija (Tverai)